# Modiolastrum palustre
Modiolastrum palustre är en malvaväxtart som först beskrevs av Erik Leonard Ekman, och fick sitt nu gällande namn av Antonio Krapovickas. Modiolastrum palustre ingår i släktet Modiolastrum och familjen malvaväxter. Inga underarter finns listade i Catalogue of Life.